# Miriam Colón
Miriam Colón (Ponce, Puerto Rico; 20 de agosto de 1936-Nueva York, 3 de marzo de 2017) fue una actriz puertorriqueña, y fundadora y directora del Teatro Rodante Puertorriqueño ("Puerto Rican Traveling Theater") en la Ciudad de Nueva York.

## Primeros años
Colón nació en Ponce, Puerto Rico. Era una joven en la década de los 1940, cuando su madre recién divorciada trasladó la familia a un proyecto de vivienda pública denominada "Residencial Las Casas", ubicado en Barrio Obrero de Santurce (San Juan). Asistió a la Escuela Secundaria Román Baldorioty de Castro en el Viejo San Juan, donde participó activamente en obras de teatro de la escuela. Su primer profesor de teatro, Marcos Colón (sin parentesco) creía que tenía mucho talento y con su ayuda le permitió observar a los estudiantes en el Departamento de Drama de la Universidad de Puerto Rico. Era buena estudiante en la escuela secundaria y le concedieron becas que le permitieron inscribirse en el "Dramatic Workshop and Technical Institute" (Taller Dramático e Instituto Técnico) y también en "The Lee Strasberg Acting Studio" (Estudio de Actuación Lee Strasberg) en la ciudad de Nueva York.

## Carrera
En 1953, Colón debutó como actriz en  Los Peloteros, protagonizada por Ramón (Diplo) Rivero, una película producida en Puerto Rico, y en la que interpretó a un personaje llamado "Lolita".
Ese año, Colón se trasladó a Nueva York, donde fue aceptada por el cofundador del "Actors Studio" Elia Kazan después de una sola audición, convirtiéndose así en la primera miembro puertorriqueña del estudio. En Nueva York, Colón trabajó en teatro y más tarde consiguió un papel en la telenovela "Guiding Light". En una ocasión, asistió a una función de la obra "La Carreta" de René Marqués. Esa presentación la motivó a formar el primer grupo de teatro hispano, llamado "El Circuito Dramático", con la ayuda del productor de "La Carreta", Roberto Rodríguez.
En 1954 apareció en el escenario en la obra "In The Summer House" en el teatro Play House de la ciudad de Nueva York. Entre 1954 y 1974, Colón hizo apariciones especiales en programas de televisión como Peter Gunn y Alfred Hitchcock Presents. Aparecía mayormente en los westerns (series de vaqueros) como Gunsmoke, Bonanza, The High Chaparral y Have Gun, Will Travel.
Colón apareció en la película de 1961 El rostro impenetrable como "la Sabiduría". En 1962 apareció como coprotagonista en una adaptación para televisión escrita por Frank Gabrielsen y producida para la serie de televisión The DuPont Show of the Week. El título del episodio de una hora era "El Hombre Más Rico en Bogotá", y salió al aire el 17 de junio de 1962 . Fue protagonizada por Lee Marvin como Juan de Núñez, y Miriam Colón como "Marina" (no Medina-Sarote, como en la historia original de HG Wells, The Country of the Blind: "El País de los Ciegos").
En 1979, protagonizó junto a sus compatriotas actores puertorriqueños José Ferrer, Raúl Juliá y Henry Darrow en Life of Sin (Vida de Pecado), una película en la que encarnaba a Isabel la Negra, una Puertorriqueña de la vida real, dueña de un burdel. En 1983, interpretó a la madre de Tony Montana (interpretado por Al Pacino) en Scarface. Interpretó a "María" (abuela de Nicky) en la película de 1999  Gloria, protagonizada por Sharon Stone. Falleció en Nueva York por complicaciones pulmonares a la edad de 80 años.

## Filmografía (incluye televisión)

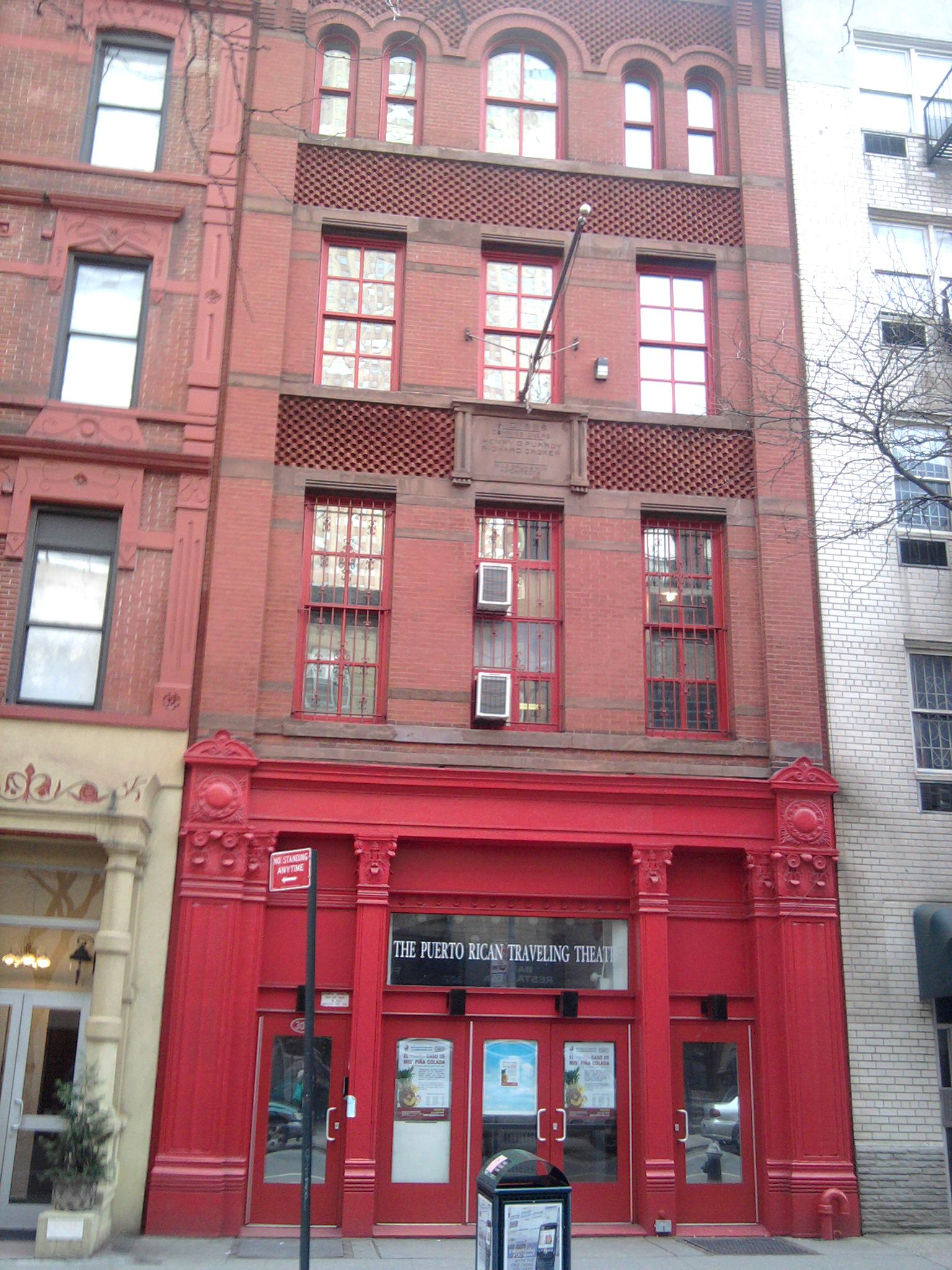
Puerto Rican Travelling Theater

### Cine
- Top Five (2014) como Abuela de Chelsea
- On Painted Wings (2014)
- The Southside (2014)
- Bless Me, Ultima (2013)
- Unhallowed (2013)
- The Bay (2012)
- The Girl Is in Trouble (2012)
- Gun Hill Road (2011)
- Foreverland (2011)
- Goal! 3: Taking on the World (2009)
- Goal II: Living the Dream (2007)
- The Cry (2007)
- Goal! (2005) como Mercedes
- The Blue Diner (2001) como Meche
- All the Pretty Horses (2000) como Doña Alfonsa
- Gloria (1999) como María
- Edipo alcalde (1996)
- Lone Star (1996) como Mercedes Cruz
- Sabrina (1995) como Rosa
- The House of the Spirits (1993) como Nana
- City of Hope (1991) como Sra. Ramírez
- Scarface (1983) como Mama Montana
- Back Roads (1981) como Angel
- A Life of Sin (1979)
- The Possession of Joel Delaney (1972) como Veronica
- They Call It Murder (1971)
- The Appaloosa (1966) como Ana
- Thunder Island (1963) como Anita Chavez
- Harbor Lights (1963) como Gina Rosario
- One-eyed Jacks (1961) como "Redhead"
- Battle at Bloody Beach (1961) como Nahni
- The Outsider (1961) como Anita
- Crowded Paradise (1956)
- Los Peloteros (1951)

### Televisión
- Better Call Saul (2015) como Abuelita de Tuco Salamanca.
- Hawthorne (2011)
- How to Make It in America (2010-2011)
- Law & Order: Special Victims Unit (2009)
- Almost a Woman (2006)
- Jonny Zero (2005)
- Third Watch (2001)
- Guiding Light (2001)
- For Love or Country: The Arturo Sandoval Story (2000)
- Cosby (1996)
- Mistrial (1996)
- Streets of Laredo (1995)
- NYPD Blue (1994)
- The Cosby Mysteries (1994)
- Murder, She Wrote: Episodio - Day of the Dead (1992) como Consuela Montejano
- Law and Order (1991)
- L.A. Law (1991)
- Lightning Field (1991)
- Deadline: Madrid (1988)
- Highway to Heaven (1987)
- Kay O'Brien (1986)
- Lady Blue (1985)
- Secreto policial (1984)
- ABC Afterschool Specials (1981)
- The Hemingway Play (1976)
- Sanford & Son: Episodio - Julio and Sister and Nephew (1974) como Carlotta
- Dr. Max (1974)
- All My Children (1970)
- The Desperate Mission (1969)
- Bonanza (1969)
- Gunsmoke: Episodio – Zavala (1968) como Amelita Ávila
- The High Chaparral (1968)
- One Life to Live (1968)
- The Virginian (1967)
- The Fugitive (1967)
- N.Y.P.D. (1967)
- Christmas in the Marketplace (1967)
- The Legend of Jesse James (1966)
- Slattery's People (1964)
- The Nurses (1964)
- The Dick Van Dyke Show (1963)
- The Great Adventure (1963)
- Ben Casey (1963)
- Death Valley Days (1963)
- Laramie (1963)
- Have Gun - Will Travel (1963)
- The Richest Man in Bogota en The DuPont Show of the Week (1962) como Marina
- The New Breed (1962)
- Doctor Kildare (1962)
- The Defenders (1962)
- Alfred Hitchcock Presents: Episodio - Strange Miracle (1962)
- Lux Playhouse (1959)
- State Trooper (1959)
- Markham (1959)
- Mike Hammer (1959)
- Studio One (1956-1958)
- Decoy (1958)
- The Big Story (1957)
- Star Tonight (1955)
- Danger (1955)

## El Teatro Rodante Puertorriqueño
A finales de los años 1960, Colón fundó El Teatro Rodante Puertorriqueño en la calle 47 West de Manhattan, Nueva York. La compañía presenta producciones Off-Broadway en ese local y también va de gira. Ella es la directora de la empresa y ha aparecido en estas producciones:
- La Carreta (1966-1967)
- The Boiler Room (1993)
- Simpson Street
- Señora Carrar's Rifles

## Broadway
- In The Summer House (1954)
- The Innkeepers (1956)
- The Wrong Way Lightbulb (1969)

## Premiaciones
En 1993, Miriam Colón recibió un Premio a la Trayectoria en el Teatro (Obie Award). Una biografía de Miriam Colón, titulada "Miriam Colón - Actor y Teatro", ha sido escrita por Mayra Fernández.
En 2000, Miriam Colón recibió el Premio Fundadores Raúl Juliá de la HOLA, presentado por la Organización Hispana de Actores Latinos ("HOLA" por su nombre en inglés, Hispanic Organization of Latin Actors).